# Diphtherocome vigens
Diphtherocome vigens là một loài bướm đêm trong họ Noctuidae.